# Isabel Teresa de Lorena (1664-1748)
Isabel Teresa de Lorena (em francês: Élisabeth-Thérèse de Lorraine; França, 5 de abril de 1664 — Hôtel de Mayenne, 7 de março de 1748) foi um membro da nobreza francesa e Princesa de Epinoy através do casamento. Ela é muitas vezes referida como a Princesa de Lillebonne. Foi a mãe de Luís de Melun, Duque de Joyeuse, que desapareceu em circunstâncias misteriosas em 1724 e de Ana Júlia de Melun, Princesa de Soubise.

## Biografia
Era membro do ramo cadete da Casa de Guise, seu pai, Francisco Maria, Príncipe de Lillebonne era o filho mais novo de Carlos II de Lorena, Duque de Elbeuf e Catarina Henriqueta de Bourbon, filha natural de Henrique IV de França e Gabrielle d'Estrées. A sua mãe, Ana, era prima afastada do seu pai e filha única de Carlos IV de Lorena e do seu casamento secreto de com Beatriz de Cusance.
A quinto dos nove filhos dos seus pais, foi a única dos seus irmãos a casar ou a ter filhos. Foi intitulada de "Mademoiselle de Commercy" na corte real francesa, pois o principado de Commercy era um domínio subsidiário da Casa de Lorena.
A 7 de outubro de 1691, Mademoiselle de Commercy casou-se com Luís de Melun, Príncipe de Epinoy e duque de Joyeuse, que era nove anos mais jovem que a sua noiva). O casal teve dois filhos, um filho em 1694 e uma filha em 1698. Apenas esta última teria descendência.
Ela foi a Duquesa de Luxemburgo-Saint-Pôl por seu próprio direito. Comprou o ducado a Maria de Nemours.
Era dama de companhia de Maria Ana de Bourbon, Princesa de Conti, uma filha legitimada do rei Luís XIV de França.
Ela e sua irmã foram confrontadas, por Saint-Simon, acusadas de serem espiãs para Françoise d'Aubigné, Madame de Maintenon. No círculo de Luís, Grande Delfim de França, tornou-se próxima da sua outra meia-irmã, Luísa Francisca de Bourbon conhecida como Madame la Duchesse. Também foi próxima do seu tio Carlos Henrique, Príncipe de Vaudémont e Luís José, Duque de Vendôme.
Em 1721, com a morte da sua tia-avó, Margarida Luísa de Orleães, grã-Duquesa da Toscana, Isabel teresa foi designada como sua herdeira, apesar de Margarida ter supostamente prometido que gostaria de tornar os seus filhos seus herdeiros.
Perdeu ambos os filhos em 1724: Luís, depois de ter casado secretamente com Maria Ana de Bourbon, filha de Luís III de Bourbon-Condé, desapareceu durante um baile no Castelo de Chantilly, em julho. Ana Júlia tinha morrido antes de varíola, deixando cinco filhos.
Ela e o seu marido morreram a 7 de março de 1748 no Hôtel de Mayenne. Morreu oitenta e três anos.
Através da sua filha, ela é um antepassado do actual Duque de Montbazon da Casa de Rohan.

## Descendência
- Luís de Melun, Duque de Joyeuse (outubro de 1694 – 31 de julho de 1724), primeiro casado com Armanda de La Tour d'Auvergne, sem descendência; e casado em segundas núpcias com Maria Anna de Bourbou, sem descendência;
- Ana Júlia de Melun (1698 – 18 de maio de 1724), casada com Júlio de Rohan, Príncipe de Soubise, com quem teve cinco filhos; era avó de Carlota de Rohan, esposa de Luís José, Príncipe de Condé.

## Títulos e estilos
- 5 de abril de 1664 – 7 de outubro de 1691 Sua Alteza Mademoiselle de Commercy
- 7 de outubro de 1691 – 7 de março de 1748 Sua Alteza Madame d'Epinoy